# 島原市立第三小学校
島原市立第三小学校（しまばらしりつだいさんしょうがっこう, Shimabara City Daisan Elementary School）は、長崎県島原市広馬場町にある公立小学校。略称は「三小」（さんしょう）。

## 概要
歴史
1874年（明治7年）に開校した「芳州小学校」と「湊小学校」を前身とする。1882年（明治15年）に統合。現校名になったのは1947年（昭和22年）。2014年（平成26年）に創立140周年を迎えた。
校章
中央に「三小」の文字（縦書き）を置いている。
校歌
1951年（昭和26年）9月に制定。作詞は島内八郎、作曲は伊藤英一による。歌詞は3番まであり、各番に校名の「島原第三」が登場する。
校区
住所表記で島原市の後に「新山一～四丁目、崩山町、坂上町、坂下町、八幡町、西八幡町、栄町、浦田一・二丁目、蛭子町一・二丁目、白土桃山一・二丁目、霊南一・二丁目、有馬船津町、津町、元船津町、湊新地町、広馬場町、中組町、白山町、湊町、緑町、下川尻町、南下川尻町、湖南町」が続く地区。
中学校区は島原市立第二中学校。

児童数推移

| 明治24年 | 100  | 昭和25年 | 1662 | 昭和49年 | 1077 | 平成元年 | 786 | 平成16年 | 444 | 令和元年 | 277 |
| 15年     | 241  | 30年     | 1663 | 50年     | 1063 | 2年      | 758 | 17年     | 436 |          |     |
| 24年     | 335  | 33年     | 1882 | 51年     | 1045 | 3年      | 726 | 18年     | 430 |          |     |
| 28年     | 433  | 35年     | 1728 | 52年     | 1035 | 4年      | 653 | 19年     | 414 |          |     |
| 45年     | 912  | 37年     | 1668 | 53年     | 1035 | 5年      | 626 | 20年     | 430 |          |     |
| 大正7年  | 972  | 38年     | 1400 | 54年     | 1028 | 6年      | 576 | 21年     | 384 |          |     |
| 10年     | 933  | 40年     | 1315 | 55年     | 1046 | 7年      | 588 | 22年     | 393 |          |     |
| 13年     | 1146 | 41年     | 1259 | 56年     | 1027 | 8年      | 547 | 23年     | 357 |          |     |
| 昭和3年  | 1178 | 42年     | 1246 | 57年     | 1007 | 9年      | 515 | 24年     | 338 |          |     |
| 5年      | 1271 | 43年     | 1209 | 58年     | 997  | 10年     | 507 | 25年     | 319 |          |     |
| 10年     | 1545 | 44年     | 1188 | 59年     | 955  | 11年     | 502 | 26年     | 289 |          |     |
| 15年     | 1696 | 45年     | 1179 | 60年     | 935  | 12年     | 491 | 27年     | 285 |          |     |
| 20年     | 1877 | 46年     | 1120 | 61年     | 881  | 13年     | 477 | 28年     | 265 |          |     |
| 21年     | 1904 | 47年     | 1114 | 62年     | 866  | 14年     | 456 | 29年     | 283 |          |     |
| 22年     | 1619 | 48年     | 1078 | 63年     | 838  | 15年     | 465 | 30年     | 271 |          |     |

## 沿革
旧・芳州小学校
- 1874年（明治7年）
  - 6月1日 - 蛭子（えびす）町に「三番小学蛭子町学校」が設置される。当時の児童数は男子が59名、女子が20名。
  - 9月29日 - 林好太郎が所有地の船津蛭子町2170番地の43坪2合の土地を校地として寄付。
- 1875年（明治8年）10月 - 「芳州小学校」に改称。

旧・湊小学校
- 1874年（明治7年）10月15日 - 八幡神社に「四番小学湊学校」が創立。
- 1875年（明治8年）10月 -「松嶼小学校」に改称。

統合
- 1882年（明治15年）11月 - 上記2校が統合の上、「公立中等匯参小学校」となる。
- 1886年（明治19年）- 小学校令の施行により、「尋常湊小学校」に改称。
- 1889年（明治22年）4月1日 - 町村制の施行により、湊町立の小学校となる。
- 1893年（明治26年）3月 - 「湊尋常小学校」と改称（「尋常」の位置が変更となる）。
- 1908年（明治41年）4月1日 - 小学校令の改正により、義務教育年限（尋常科の修業年限）が4年から6年に延長されたため、尋常科5年を新設。
- 1909年（明治42年）4月1日 - 尋常科6年を新設。
- 1912年（明治45年）4月1日 - 高等科を併置の上、「島原湊尋常高等小学校」に改称。
- 1924年（大正13年）
  - 4月1日 - 新・島原町の発足[1]に伴い、「島原第三尋常高等小学校」に改称[2]。島原町立の小学校となる。
- 1928年（昭和3年）4月 - 鉄筋コンクリート造の校舎を新築。
- 1940年（昭和15年）4月1日 - 島原市の発足により、島原市立の小学校となる。
- 1941年（昭和16年）4月1日 - 国民学校令の施行により、「島原第三国民学校」に改称。尋常科を初等科に改める（初等科6年・高等科2年）。
- 1947年（昭和22年）4月1日 - 学制改革（六・三制の実施）が行われる。
  - 島原第三国民学校の初等科が改組され、「島原市立第三小学校」（現校名）となる。
  - 島原第三国民学校の高等科が改組され、新制中学校「島原市立第二中学校」が発足。校舎完成までの間、第三小学校に併設される。
- 1948年（昭和23年）10月 - 第二中学校の校舎が完成し移転。
- 1951年（昭和26年）9月 - 校歌を制定。
- 1968年（昭和43年）7月 - プールが完成。
- 1974年（昭和49年）- 創立100周年を迎える。
- 1976年（昭和51年）3月 - 体育館が完成。
- 1977年（昭和52年）- 全学年合同の同窓会が発足。
- 1978年（昭和53年）
  - 4月 - 長崎県立島原養護学校が校舎完成までの間併設される。
  - 7月 - 長崎県立島原養護学校の校舎が完成し併設を解消。
- 1980年（昭和55年）１月13日 - 二階建て木造校舎全焼。
- 1981年（昭和56年）1月 - 三階建て新校舎が完成。
- 1990年（平成2年）11月17日 - 雲仙普賢岳が198年ぶりに噴火。
- 1991年（平成3年）6月3日 - 雲仙普賢岳で大火砕流が発生。
  - 6月 - 噴火により体育館が緊急避難所。
    - 島原市立第五小学校を受入れ、二部授業を実施。

  - 8月 - 学級園の場所に第五小学校のプレハブ仮設校舎を建設。
    - 第五小学校、本校の空教室にて授業。
- 1992年（平成４年）8月 - 第五小学校受入れ終了。
- 2002年（平成14年）4月 - 完全学校週5日制が開始。
- 2012年（平成24年）- 新校舎が完成。

## 交通アクセス
最寄りの鉄道駅
- 島原鉄道 島原鉄道線 「島原船津駅」「島原港駅」

最寄りのバス停
- 島鉄バス「湊広馬場」バス停

最寄りの国道
- 国道251号（島原街道）

## 周辺
- 島原市立白山保育園
- 島原振興局農林水産部
- 島原湊町郵便局
- 島原市立第二中学校
- 白山神社
- 妙高寺